# 7 prisioneros
7 prisioneros (en portugués, 7 Prisioneiros) es una película dramática brasileña de 2021 dirigida por Alexandre Moratto a partir de un guion de Moratto y Thayná Mantesso. La película está protagonizada por Christian Malheiros y Rodrigo Santoro y se estrenó en el 78.ª Festival Internacional de Cine de Venecia el 6 de septiembre de 2021. Se lanzará en Netflix el 11 de noviembre de 2021.

## Sinopsis
Mateus, de 18 años, abandona el campo en busca de una oportunidad de trabajo en un depósito de chatarra de São Paulo. Una vez allí, Mateus y algunos otros muchachos se convierten en víctimas de un sistema de trabajo análogo a la esclavitud moderna dirigida por Luca, lo que obliga a Mateus a tomar la difícil decisión entre trabajar para el hombre que lo esclavizó o arriesgar su futuro y el de su familia si no es cómplice.

## Reparto
- Cristiano Malheiros como Mateus
- Rodrigo Santoro cuando Luca
- Bruno Rocha
- Vitor Julian cuando Ezequiel
- Lucas Oranmian como Isaque
- Cecília Homem de Mello
- Dirce Thomaz

## Producción
Durante una entrevista con Film Independent sobre su premiado debut como director Sócrates, el cineasta brasileño-estadounidense Alexandre Moratto anunció que estaba desarrollando un guion original sobre la esclavitud moderna y la trata de personas en Brasil. Moratto estaba listo para volver a formar equipo con el coguionista Thayná Mantesso en la película. El 5 de septiembre de 2020, Moratto reveló que estaba colaborando nuevamente con los directores Ramin Bahrani y Fernando Meirelles, a través de su productora O2 Filmes, para producir la película, con distribución de Netflix. Bahrani, el mentor de la escuela de cine de Moratto, presentó la película a la compañía mientras dirigía The White Tiger. Hablando de la película, Moratto dijo:
"En este momento siento que estoy en este lugar realmente afortunado de poder hacer estas películas a partir de estos guiones originales que he estado escribiendo sobre temas o personas o comunidades o asuntos personales que son muy importantes para mí y que siento el Necesito expresar".
El papel principal de la película fue escrito por Moratto específicamente para Christian Malheiros, a quien descubrió durante audiciones intensivas para Sócrates, donde finalmente fue elegido y saltó a la fama brasileña. Moratto también eligió a un inmigrante brasileño que trabajó durante seis meses en un taller de explotación mientras realizaba entrevistas de investigación con sobrevivientes de la trata de personas.

## Lanzamiento
La película tuvo su estreno mundial en el 78.ª Festival Internacional de Cine de Venecia en la sección Horizons Extra el 6 de septiembre de 2021, al que seguirá su estreno en Norteamérica en el Festival Internacional de Cine de Toronto de 2021 en la sección Contemporary World Cinema. Después de su proyección en el festival, la película fue estrenada en Netflix a nivel mundial el 11 de noviembre de 2021.

## Recepción
En el agregador de reseñas Rotten Tomatoes, el 98% de los 40 críticos le dieron a la película una reseña positiva, con una calificación promedio de 7.5/10.